# Marcillac-Lanville
Marcillac-Lanville é uma comuna francesa na região administrativa da Nova Aquitânia, no departamento de Charente. Estende-se por uma área de 18,41 km². Em 2010 a comuna tinha 511 habitantes (densidade: 27,8 hab./km²).